# Kelly Carrington
Kelly Carrington (White Plains, Nueva York, 24 de junio de 1986) es una modelo y diseñadora de moda estadounidense. Es la fundadora y creativa de la línea de bañadores de lujo, Éclairée. Fue playmate de octubre de 2008 de la revista playboy. También apareció en la portada de dicha revista.